# Железнодорожный роман
«Железнодорожный роман» (фр. Roman de gare) — психологическая драма—детектив, французский кинофильм Клода Лелуша. Премьера состоялась 24 мая 2007 года на Каннском кинофестивале, а в прокат во Франции кинокартина вышла 27 июня. В 2007 году на 29-м Московском международном кинофестивале в качестве церемонии закрытия фильм «Железнодорожный роман» явился одной из самых громких премьер и одной из самых интересных работ конкурсной программы. В российском прокате фильм показывался ограниченным тиражом с 20 марта 2008 года.

## Сюжет
Теглайн фильма: 
Что может быть лучше идеального убийства? Только два идеальных убийства!
Известную писательницу Юдит Ралитцер (Фанни Ардан) допрашивают в полицейском участке о судьбе её пропавшего секретаря Пьера Лакло. Юдит опровергает все обвинения и рассказывает об истории их взаимоотношений. Всё началось тогда, когда из тюрьмы бежал серийный убийца, а школьный учитель исчез из дома, оставив жену и детей. На автозаправке парикмахерша Югетта ссорится со своим женихом Полем, которого собиралась познакомить со своими родителями, живущими в горной деревушке. Незнакомец предлагает её подвезти, а она просит его притвориться на 24 часа Полем, чтобы не огорчать родителей. Но кто этот незнакомец? И как развернутся события в романе и в жизни?
Клод Лелуш:
Бог — великий режиссёр, ведь ему удалось поставить драму с участием 6 миллиардов человек и внушить каждому из нас мысль, что он исполняет в этом спектакле главную роль, в то время как выясняется, что все 6 миллиардов заняты в массовке

## В ролях
| Актёр              | Роль                |
| ------------------ | ------------------- |
| Доминик Пиньон     | Пьер Лакло / Луи    |
| Фанни Ардан        | Юдит Ралитцер       |
| Одри Дана          | Югетта              |
| Мишель Бернье      | Флоранс             |
| Зинедин Суалем     | комиссар полиции    |
| Мириам Бойер       | мать Югетты         |
| Борис Вентура Диас | Ален                |
| Марк Риуфоль       | хозяин виноградника |
| Сирилл Элден       | Поль                |
| Марин Ройе         | Патрисия            |
| Жиль Лемэр         | капитан яхты        |

## Съёмочная группа
- Режиссёр: Клод Лелуш
- Сценаристы: Клод Лелуш, Пьер Уйттерховен (Pierre Uytterhoeven)
- Продюсер: Клод Лелуш
- Исполнительный продюсер: Жан-Поль Де Вида (Jean-Paul De Vidas)
- Оператор: Жерар де Баттиста (Gérard de Battista)
- Композитор: Алекс Жоффрей (Alex Jaffray)
- Художник: Франсуа Шово (François Chauvaud)
- Монтаж: Шарлотт Лекер (Charlotte Lecoeur), Стефан Мазалегю (Stéphane Mazalaigue)
- Костюмы: Марите Кутар (Marité Coutard)

Производство Les Films 13 (Франция) 

Кинопрокат в России: Русский репортаж

## Рецензии
- Козел И., Куланин Р. ММКФ-2007: Озон, Лелуш, Гитлер и пёс. Часть 2. Вокзал для двоих // Обзоры сайта Кинокадр.ру (3 июля 2007 г.). — 16.08.2008.
- Мелкумян А. Железнодорожный роман // Сайт Кино-театр.ру (4 июля 2007 г.). — 16.08.2008.